# Lương Thế Trân (xã)
Lương Thế Trân là một xã thuộc tỉnh Cà Mau, Việt Nam.

## Địa lý
Xã Lương Thế Trân có vị trí địa lý:
- Phía đông giáp các phường Hòa Thành, Lý Văn Lâm và xã Trần Phán
- Phía tây giáp xã Khánh Bình và xã Trần Văn Thời
- Phía nam giáp xã Hưng Mỹ và xã Tân Hưng
- Phía bắc giáp Lý Văn Lâm và xã Khánh Bình.

Xã Lương Thế Trân có diện tích 135,90 km², dân số năm 2024 là 62.942 người, mật độ dân số đạt 463 người/km².

## Lịch sử
Sau năm 1975, xã Lương Thế Trân thuộc huyện Châu Thành, tỉnh Cà Mau.
Ngày 20 tháng 9 năm 1975, Bộ Chính trị ban hành Nghị quyết số 245-NQ/TW về việc hợp nhất tỉnh Bạc Liêu, tỉnh Cà Mau và 2 huyện An Biên, Vĩnh Thuận (ngoại trừ 2 xã Đông Yên và Tây Yên) của tỉnh Rạch Giá thành một tỉnh mới, tên gọi tỉnh mới cùng với nơi đặt tỉnh lỵ sẽ do địa phương đề nghị lên.
Ngày 20 tháng 12 năm 1975, Bộ Chính trị ban hành Nghị quyết số 19/NQ về việc hợp nhất tỉnh Bạc Liêu và tỉnh Cà Mau thành một tỉnh mới, tên gọi tỉnh mới cùng với nơi đặt tỉnh lỵ sẽ do địa phương đề nghị lên.
Ngày 24 tháng 2 năm 1976, Chính phủ Cách mạng Lâm thời Cộng hòa miền Nam Việt Nam ban hành Nghị định số 3/NQ/1976 về việc hợp nhất tỉnh Bạc Liêu và tỉnh Cà Mau thành một tỉnh mới, lấy tên là tỉnh Bạc Liêu – Cà Mau.
Ngày 10 tháng 3 năm 1976, Chính phủ ban hành Nghị quyết về việc thành lập tỉnh Minh Hải trên cơ sở đổi tên tỉnh Bạc Liêu – Cà Mau.
Ngày 11 tháng 7 năm 1977, Hội đồng Chính phủ ban hành Quyết định số 181-CP về việc:
- Giải thể huyện Châu Thành thuộc tỉnh Minh Hải.
- Sáp nhập xã Lương Thế Trân thuộc huyện Châu Thành mới giải thể vào huyện Trần Văn Thời quản lý.

Ngày 29 tháng 12 năm 1978, Hội đồng Chính phủ ban hành Quyết định số 326-CP về việc:
- Thành lập huyện Cà Mau thuộc tỉnh Minh Hải.
- Chuyển xã Lương Thế Trân thuộc huyện Trần Văn Thời vào huyện Cà Mau mới thành lập quản lý.

Ngày 25 tháng 7 năm 1979, Hội đồng Chính phủ ban hành Quyết định số 275-CP về việc:
- Chia xã Lương Thế Trân thuộc huyện Cà Mau thành 3 xã: Lương Thế Trân, Thạnh Trung, Thạnh Phú.
- Chia xã Phú Hưng thuộc huyện Cái Nước thành xã Phú Hưng và xã Phú Lộc.

Ngày 30 tháng 8 năm 1983, Hội đồng Bộ trưởng ban hành Quyết định số 94-HĐBT về việc:
- Giải thể huyện Cà Mau thuộc tỉnh Minh Hải.
- Sáp nhập các xã Lương Thế Trân, Thạnh Trung, Thạnh Phú thuộc huyện Cà Mau vào huyện Cái Nước quản lý.

Ngày 14 tháng 2 năm 1987, Hội đồng Bộ trưởng ban hành Quyết định số 33B-HĐBT về việc:
- Sáp nhập xã Thạnh Trung vào xã Lương Thế Trân.
- Sáp nhập xã Phú Lộc vào xã Phú Hưng.

Sau khi phân vạch, điều chỉnh địa giới hành chính:
- Xã Lương Thế Trân có 3.607 hécta đất và 9.712 nhân khẩu.
- Xã Phú Hưng có 3.616 hécta đất và 11.181 nhân khẩu.

Ngày 2 tháng 2 năm 1991, Ban Tổ chức – Cán bộ của Chính phủ ban hành Quyết định số 51/QĐ-TCCP về việc sáp nhập xã Thạnh Phú vào xã Lương Thế Trân.
Ngày 6 tháng 11 năm 1996, Quốc hội ban hành Nghị quyết về việc chia tỉnh Minh Hải thành Bạc Liêu và tỉnh Cà Mau. Khi đó, xã Lương Thế Trân và xã Phú Hưng thuộc huyện Cái Nước, tỉnh Cà Mau.
Ngày 23 tháng 11 năm 2004, Chính phủ ban hành Nghị định số 192/2004/NĐ-CP về việc thành lập xã Thạnh Phú thuộc huyện Cái Nước trên cơ sở 3.111 ha diện tích tự nhiên và 13.725 nhân khẩu của xã Lương Thế Trân.
Sau khi điều chỉnh địa giới hành chính, xã Lương Thế Trân còn lại 3.024 ha diện tích tự nhiên và 9.079 nhân khẩu.
Ngày 31 tháng 12 năm 2021, UBND tỉnh Cà Mau ban hành Quyết định 3118/QĐ-UBND về việc công nhận đô thị Thạnh Phú là đô thị loại V.
Tính đến ngày 31/12/2024:
- Xã Lương Thế Trân có 6 ấp: Bào Bèo, Bào Kè, Hòa Trung, Năm Đảm, Trung Hưng, Trung Thành.
- Xã Phú Hưng có 10 ấp: Cái Rắn, Cái Rắn A, Cái Rắn B, Đức An, Hưng Thành, Lộ Xe, Nhà Phấn Gốc, Phú Thạnh, Rạch Muỗi, Tân Ánh.
- Xã Thạnh Phú có 6 ấp: Láng Cùng, Nhà Phấn, Phấn Thạnh, Sở Tại, Tân Hòa, Trần Độ.

Ngày 12 tháng 6 năm 2025, Quốc hội ban hành Nghị quyết số 202/2025/QH15 về việc sắp xếp đơn vị hành chính cấp tỉnh (nghị quyết có hiệu lực từ ngày 12 tháng 6 năm 2025). Theo đó, sáp nhập tỉnh Bạc Liêu vào tỉnh Cà Mau.
Ngày 16 tháng 6 năm 2025, Ủy ban Thường vụ Quốc hội ban hành Nghị quyết số 1655/NQ-UBTVQH15 về việc sắp xếp các đơn vị hành chính cấp xã của tỉnh Cà Mau năm 2025 (nghị quyết có hiệu lực từ ngày 16 tháng 6 năm 2025). Theo đó, sáp nhập toàn bộ 33,5 km² diện tích tự nhiên, quy mô dân số là 18.763 người của xã Thạnh Phú thuộc huyện Cái Nước; toàn bộ 43,5 km² diện tích tự nhiên, quy mô dân số là 20.727 người của xã Phú Hưng thuộc huyện Cái Nước và điều chỉnh 27,80 km² diện tích tự nhiên, quy mô dân số là 9.844 người của xã Lợi An thuộc huyện Trần Văn Thời vào toàn bộ 31,1 km² diện tích tự nhiên, quy mô dân số là 13.608 người của xã Lương Thế Trân thuộc huyện Cái Nước.
Xã Lương Thế Trân có 135,90 km² diện tích tự nhiên và quy mô dân số là 62.942 người.